# Budapest Templomai (könyvsorozat)
A Budapest Templomai vagy a Budapesti Városvédő Egyesület Templomtörténeti sorozata egy magyar vallási-művészettörténeti könyvsorozat.

## Jellemzői
A sorozatot 2003-ban indította a Budapesti Városvédő Egyesület azzal a céllal, hogy tételesen, részletes leírásokkal feldolgozza Budapest valamennyi templomát. A sorozat az V. kerülettel indult, és 2023-ban, 11 évvel a kezdet után el is jutott majdnem valamennyi kerület feldolgozásáig. 
Az egyes kötetek általában körülbelül 60-80 oldal terjedelemben ismertették 21 x 14 cm fizikai nagyságú kötetekben az egyes kerületek templomait. A részek gazdag színes illusztrációs anyaggal, angol és német nyelvű összefoglalókkal láttak napvilágot.

## Részei
- Budapest templomai: I. kerület. 2012.
- Budapest templomai: II. kerület. 2022.
- Budapest templomai: III. kerület. 2002. (ezt még az Óbudai Múzeum adta ki)
- Budapest templomai: Újpest, IV. kerület. 2015.
- Budapest templomai: V. kerület. 2003.
- Budapest templomai: Terézváros, VI. kerület. 2016.
- Budapest templomai: Erzsébetváros, VII. kerület. 2014.
- Budapest templomai: Józsefváros, VIII. kerület. 2009.
- Budapest templomai: Ferencváros, IX. kerület. 2009.
- Budapest templomai: Kőbánya, X. kerület. 2010.
- Budapest templomai: XI. kerület. 2014.
- Budapest templomai: XII. kerület. 2005.
- Budapest templomai: Angyalföld, XIII. kerület. 2017.
- Budapest templomai: XVI. kerület. 2009.
- Budapest templomai: Rákosmente, XVII. kerület. 2009.
- Budapest templomai: XVIII. kerület: Pestszentlőrinc, Pestszentimre. 2012.
- Budapest templomai: Kispest, XIX. kerület. 2016.
- Budapest templomai: Pesterzsébet, XX. kerület. 2008.
- Budapest templomai: Csepel, XXI. kerület. 2019.
- Budapest templomai: Budafok-Nagytétény, XXII. kerület. 2006.
- Budapest templomai: Soroksár, XXIII. kerület. 2023.